# Museo Irlandés de Arte Moderno
El Irish Museum of Modern Art (Museo Irlandés de Arte Moderno), abreviado IMMA, abrió en mayo de 1991 y es la institución nacional líder en exhibiciones y colecciones de arte moderno y contemporáneo. Está ubicado en el Hospital Real Kilmainham, un edificio del siglo XVII próximo a la Estación Heuston, al oeste del centro de Dublín. Su actual directora es Annie Fletcher.
El Museo se concentra en adquirir arte contemporáneo de artistas vivos y compra sólo de los mercados primarios: estudios y galerías. También acepta donaciones de arte que daten de 1940 en adelante y a través de algunos generosos regalos ha progresado hacia una colección representativa de ese periodo. Dada su juventud el museo tiene una colección razonable y monta exhibiciones selectas de su propia colección. Se concentra en albergar exhibiciones y tiene un programa de exhibición bastante activo como es demostrado por el ejemplo del programa de exhibiciones del 2003 presentado abajo. Se espera que en el futuro al Museo le sea provisto más espacio, permitiendo que su actividad actual se complemente por una presentación enciclopédica permanente de arte contemporáneo, algo de lo que carece Irlanda.

## Edificio
El museo tiene su sede en el antiguo Hospital Real Kilmainham, fundado en 1684 para albergar soldados retirados. Diseñado a similitud de Los Inválidos en París, está dispuesto alrededor de un patio y el interior tiene largos corredores y a sus lados corren una serie de modestos cuartos interconectados. Esto ha hecho a algunas exhibiciones más interesantes y visualmente excitantes, pero el museo está limitado en su capacidad para albergar grandes obras de arte. Otra desventaja es que es difícil el mover obras alrededor. Sin embargo, en su favor, el trazado permite que varias exhibiciones corran concurrentemente y el diseño es bastante refinado: el patio, nobles fachadas, un jardín formal barroco restaurado y un hermoso salón de banquetes y capilla. El salón de banquetes genera ingresos como sede de bodas y cenas de conferencias, así como el café y la librería.
Los establos originales del hospital ha sido restaurados, extendidos y convertidos en estudios de artistas residentes. El Museo también tiene programas de comunidad y educación y un programa nacional mediante el cual exhibe trabajos de su colección en otras sedes.

## Exhibiciones en el 2003

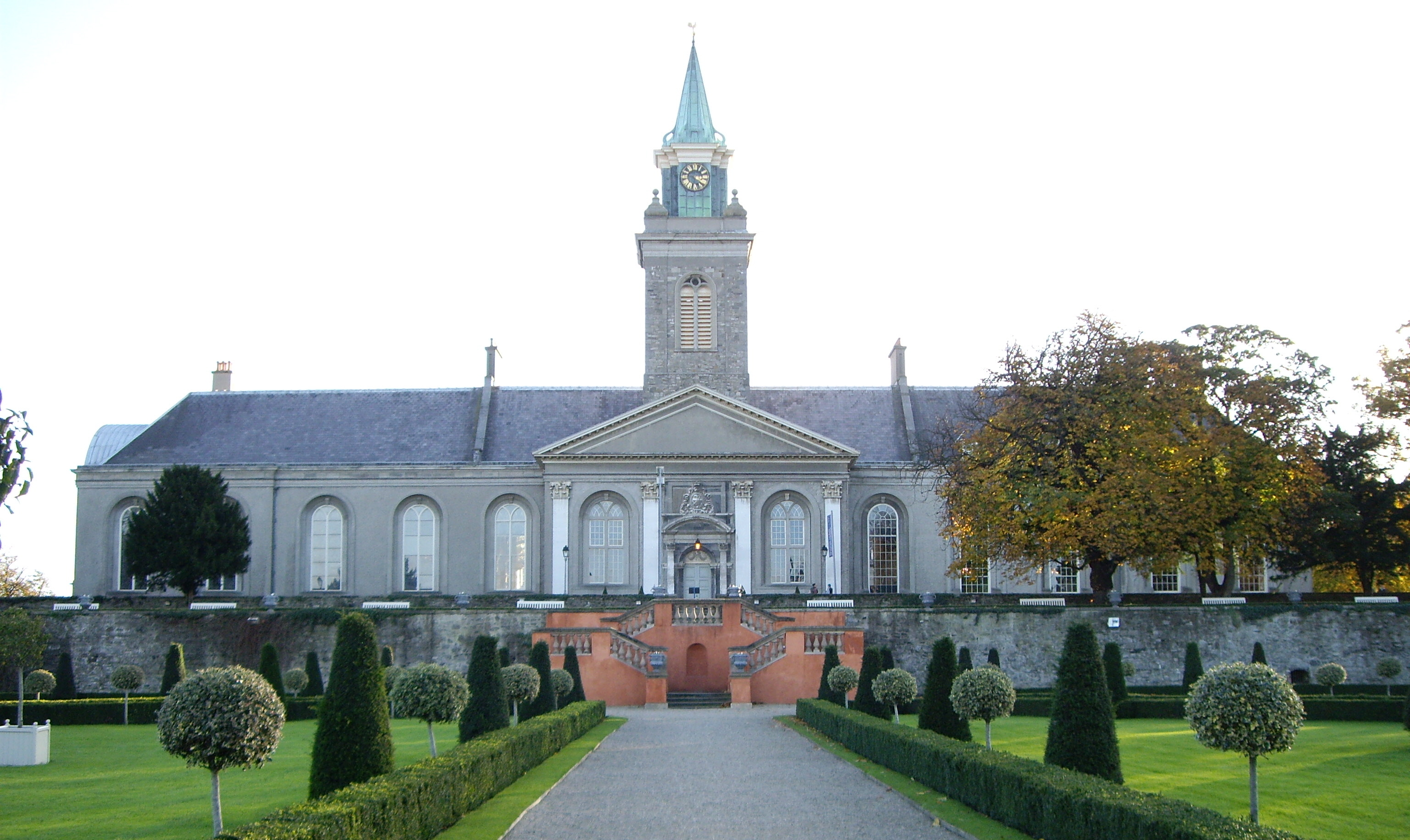
Fachada norte, vista desde el jardín.

- Langlands y Bell: La Casa de Osama Bin Laden
- Louise Bourgeois: Astillas en el Tiempo
- Narrativas Privadas y Públicas: Obras selectas de la Colección del IMMA
- Viviendo en Movimiento: Diseño y Arquitectura para Vivienda Flexible
- Knut Åsdam
- Paul Seawright: Escondido
- Paul Morrison: haematoxylon
- Cristina Iglesias
- COBRA: Copenhague Bruselas Ámsterdam
- La Cola que Mueve el perro: Arte Extranjero en la tradición Expresionista.
- Colección Weltkunst: Encantado que las cosas no hablen
- Rose Finn-Kelcey: Buró de Cambio
- Gary Hume
- Adquisiciones Recientes de la Colección del IMMA
- Lorna Simpson: Trabajos fotográficos y filmes 1986—2002
- John el Pintor